# Epidoto
L'epidoto (simbolo IMA: Ep) è un minerale, appartenente al supergruppo dell'epidoto, oltre che al gruppo dell'epidoto, costituito da sorosilicati di calcio, alluminio e ferro. La sua formula è Ca2Al3Fe(SiO4)(Si2O7)O(OH).

## Abito cristallino
Si trova in forma di cristalli prismatici allungati, talvolta tozzi, raramente tabulari o pseudo-ottaedrici, generalmente ben terminati, con pleocroismo talvolta presente (X: incolore, giallo pallido, verde pallido; Y: giallo verdastro; Z: verde giallastro). Può avere anche abito massivo, grossolano, granulare, o fibroso.

## Composizione e struttura
La struttura dell'epidoto contiene sia gruppi SiO44- indipendenti che gruppi Si2O76-. Nella struttura sono presenti inoltre catene di ottaedri AlO69- e (AlO4(OH)2)7- che condividono spigoli, orientate secondo la direzione dell'asse b. Al di fuori delle catene si trova un'ulteriore posizione ottaedrica; questo sito è occupato da Al nella clinozoisite e da Fe3+ e Al nell'epidoto. Le catene sono collegate dai gruppi indipendenti SiO44- e Si2O76-. Il Ca+ occupa un sito a coordinazione 8 irregolare. Il sito occupato dal calcio può essere anche parzialmente riempito da Na+. Oltre ad Al il sito ottaedrico esterno alle catene può ospitare Fe3+, Mn3+ e più raramente Mn2+.
Dalla struttura dell'epidoto deriva la struttura dell'allanite sostituendo parte del Ca2+ con elementi delle terre rare e compensando le cariche sostituendo parte del Fe3+ con Fe2+.

## Proprietà ottiche e fisiche
Molti dei caratteri dell'epidoto variano in relazione alla quantità di ferro presente come ad esempio il colore, le proprietà ottiche ed il peso specifico. Il colore varia dal verde, grigio, marrone al nero ma di solito presenta una caratteristica sfumatura verde giallastra o verde pistacchio. Gli indici di rifrazione dei minerali della serie dell'epidoto mostrano una moderata correlazione con la sostituzione di Al da parte del Fe3+. La correlazione è di tipo lineare, all'aumentare del contenuto in Fe3+, aumenta il valore dell'indice di rifrazione nγ. La variazione della birifrangenza è invece meno regolare ma sempre dettata dal grado di sostituzione Al-Fe3+.

## Origine e giacitura
L'epidoto si trova nelle rocce metamorfiche generalmente associato ad anfiboli. Si trova in rocce metamorfiche di grado più basso. Questi epidoti sono ricchi in ferro e spesso associati con clorite, prehnite, albite e calcite. Associazioni ad epidoto sono presenti nei prodotti del metamorfismo di contatto, particolarmente nelle rocce calcaree. Spesso è un costituente accessorio di rocce ignee acide e si trova anche come prodotto dell'alterazione idrotermale del plagioclasio.

## Miniere principali
Le principali miniere di ritrovamento sono:
- Europa. A Knappenwand nell'Untersulzbachtal (miniera ormai chiusa da molto tempo) in Austria, Cavrein, Kammegg ed Arvigo(Canton Grigioni), in Svizzera, nella zona di Arendal in Norvegia, a Le Bourg-d'Oisans nell'Isère, nonché nella Savoia in Francia e sugli Urali in Russia.
  - Italia. Nelle rodingiti di Antronapiana della Val d'Ossola, della Val d'Ala, della Valle d'Aosta (a Bellecombe e Champoluc), della Val di Susa; insieme al granato, a clorite e talvolta insieme a titanite ed a vesuvianite a Valle di Selva dei Mulini presso la Valle Aurina o nella Valle Aurina stessa; nelle anfiboliti nella zona di Monte del Forno-Val Sissone in Val Malenco; nelle geodi di granito di Baveno e infine all'Isola d'Elba.
- America. Nell'Isola Principe di Galles in Alaska, in California, nel Colorado, nell'Idaho, nel Connecticut, nel Massachusetts (USA), in Messico e nel Dipartimento di Lima in Perù.

## Utilizzi
Ha interesse prevalentemente mineralogico, scientifico e collezionistico. La pietra viene usata anche in gemmologia.